# BR-122
Pour les articles homonymes, voir Route 122.

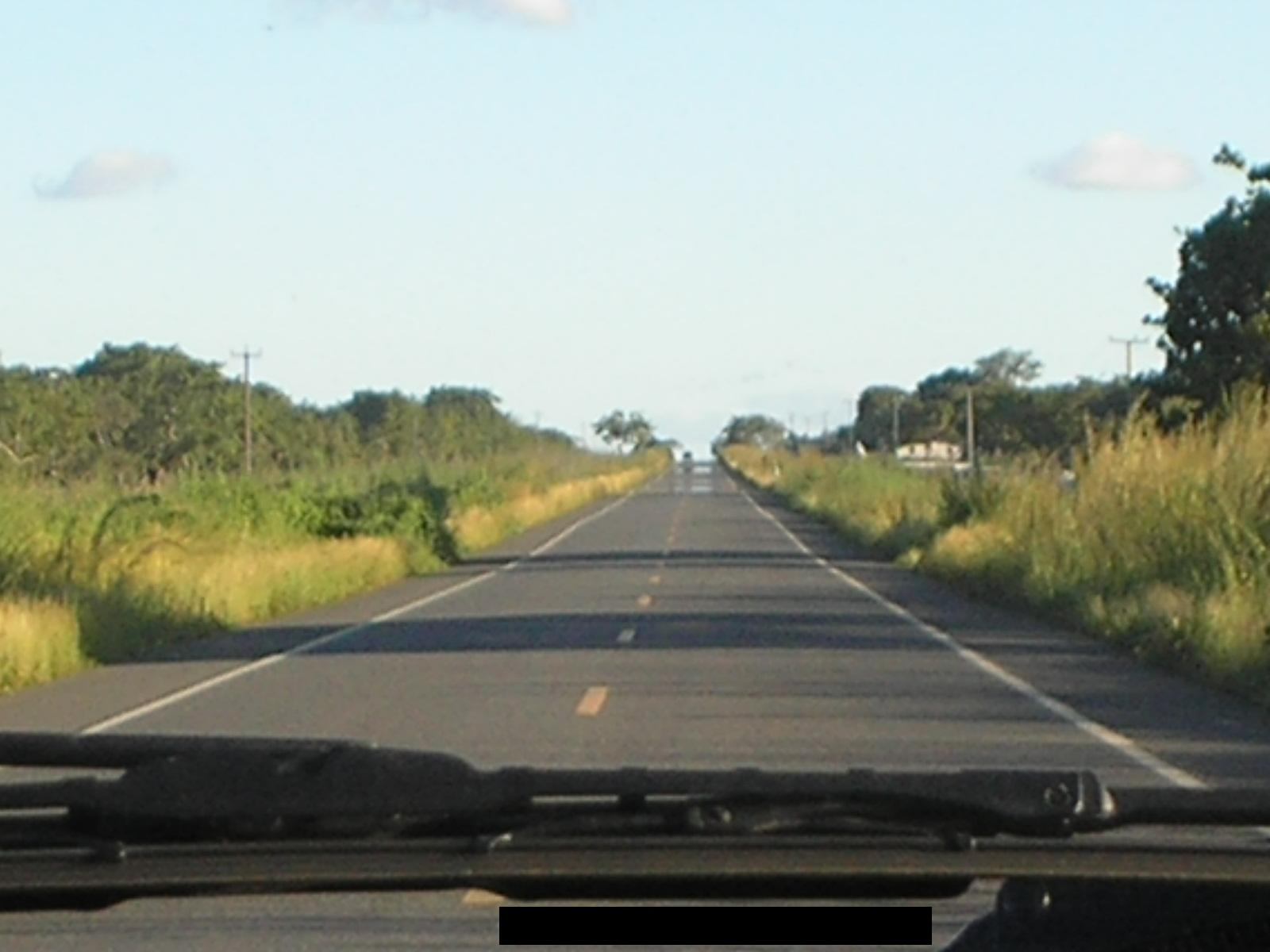
BR-122 à Quixadá (CE).

La BR-122 est une route fédérale du Brésil. Son point de départ se situe à Chorozinho sur la BR-116, dans l'État du Ceará, et elle s'achève à Montes Claros, dans l'État du Minas Gerais. Elle traverse les États du Ceará, du Pernambouc, de Bahia et du Minas Gerais. 
Elle comporte des tronçons encore non construits à Bahia (de la limite avec le Pernambouc sur environ 380 km ; entre Boninal et Paramirim) et dans le Minas Gerais (entre Espinosa et Canací, sur environ 245 km). 
Elle dessert, entre autres villes :
- Solonópole (Ceará)
- Juazeiro do Norte (Ceará)
- Crato (Ceará)
- Exu (Pernambouc)
- Petrolina (Pernambouc)
- Seabra (Bahia)
- Caetité (Bahia)
- Espinosa (Minas Gerais)

Elle est longue de 1 801,9 km (y compris les tronçons non construits).